# Емілія Дзюбак
Емілія Дзюбак (пол. Emilia Dziubak) — польська ілюстраторка, авторка книжок для дітей, тісно пов'язана з містом Познань.

## Творчість
Народилася 1981 року в Польщі. Здобувала освіту в Університеті образотворчих мистецтв у Познані. У своєму творчому доробку має 36 книжок для дітей, як авторка або співавторка. Належить до провідних польських ілюстраторів молодшого покоління.
Ілюструє твори як польських (Ґжеґож Касдепке, Іоанна Марія Хмелевська, Ліліана Бардієвська), так і західних авторів (книжкова серія про «Злодюжок» Мері Нортон, Корнелія Функе).
Лауреатка багатьох нагород: «Літературної премії столичного міста Варшава» (2014), премії «Крапка з комою» (2016), премії Польської секції IBBY (2017) тощо

## Переклади та видання українською
- Емілія Дзюбак. Розкажу тобі, мамо, що роблять динозаври. — Л. : Урбіно, 2018. — 28 с. — ISBN 978-966-2647-47-1.
- Вехтерович Пшемислав, Дзюбак Емілія. Бути як тигр. — Л. : Урбіно, 2017. — 32 с. — ISBN 978-966-2647-45-7.
- Ґжеґож Касдепке, Емілія Дзюбак. А я не хочу бути принцесою!. — Х. : «Школа», 2017. — 32 с. — ISBN 978-966-429-446-8.
- Емілія Дзюбак. Рік у лісі. — Л. : ВСЛ, 2016. — 28 с. — ISBN 978-617-679-278-9.
- Емілія Дзюбак. Незвичайна дружба у світі рослин і тварин. — Л. : Видавництво Старого Лева, 2016. — 28 с. — ISBN 978-617-679-866-8.